# Hypena cervinalis
Hypena cervinalis är en fjärilsart som beskrevs av Moore 1867. Hypena cervinalis ingår i släktet Hypena och familjen nattflyn. Inga underarter finns listade i Catalogue of Life.